# Primera División de México (Apertura 2011)
Primera División de México 2011/2012 (Apertura) – 86. edycja rozgrywek najwyższej w hierarchii ligi piłkarskiej w Meksyku (31. edycja licząc od wprowadzenia półrocznych sezonów). Rozgrywki odbyły się jesienią; pierwszy mecz rozegrano 22 lipca, zaś ostatni (finał) 11 grudnia. Toczone były systemem ligowo pucharowym – najpierw wszystkie osiemnaście zespołów rywalizowało ze sobą podczas regularnego sezonu, a po jego zakończeniu osiem najlepszych drużyn zakwalifikowało się do fazy play-off, która wyłoniła mistrza kraju. Tytułu mistrzowskiego bronił Pumas UNAM.
Mistrzostwo Meksyku (trzecie w swojej historii) zdobył Tigres UANL, pokonując w dwumeczu finałowym zespół Club Santos Laguna. W roli beniaminka wystąpiła drużyna Club Tijuana, dla której był to debiut w najwyższej klasie rozgrywkowej. Tytuł króla strzelców sezonu zdobył natomiast Urugwajczyk Iván Alonso z zespołu Deportivo Toluca z jedenastoma golami na koncie.
Do rozgrywek Ligi Mistrzów CONCACAF 2012/2013 zakwalifikował się automatycznie mistrz i wicemistrz kraju (Tigres UANL i Club Santos Laguna). Do rozgrywek Copa Libertadores 2012 awansowały natomiast trzy najlepsze drużyny regularnego sezonu niebiorące udziału w Lidze Mistrzów CONCACAF 2011/2012 (Chivas de Guadalajara, Cruz Azul i Tigres UANL).

## Kluby

### Stadiony i lokalizacje
| Klub              | Miasto           | Stan             | Stadion                         | Pojemność | Zdjęcie |
| ----------------- | ---------------- | ---------------- | ------------------------------- | --------- | ------- |
| Club América      | m. Meksyk        | Distrito Federal | Estadio Azteca                  | 105 064   |         |
| Atlante           | Cancún           | Quintana Roo     | Estadio Andrés Quintana Roo     | 20 000    |         |
| Atlas             | Guadalajara      | Jalisco          | Estadio Jalisco                 | 63 163    |         |
| Cruz Azul         | m. Meksyk        | Distrito Federal | Estadio Azul                    | 35 161    |         |
| Estudiantes Tecos | Guadalajara      | Jalisco          | Estadio Tres de Marzo           | 25 000    |         |
| Guadalajara       | Guadalajara      | Jalisco          | Estadio Omnilife                | 49 850    |         |
| Jaguares          | Tuxtla Gutiérrez | Chiapas          | Estadio Víctor Manuel Reyna     | 31 500    |         |
| Monterrey         | Monterrey        | Nuevo León       | Estadio Tecnológico             | 36 485    |         |
| Morelia           | Morelia          | Michoacán        | Estadio Morelos                 | 35 869    |         |
| Pachuca           | Pachuca          | Hidalgo          | Estadio Hidalgo                 | 30 000    |         |
| Puebla            | Puebla           | Puebla           | Estadio Cuauhtémoc              | 42 649    |         |
| Pumas UNAM        | m. Meksyk        | Distrito Federal | Estadio Olímpico Universitario  | 68 954    |         |
| Querétaro         | Querétaro        | Querétaro        | Estadio Corregidora             | 35 575    |         |
| San Luis          | San Luis Potosí  | San Luis Potosí  | Estadio Alfonso Lastras Ramírez | 24 000    |         |
| Santos Laguna     | Torreón          | Coahuila         | Estadio Corona                  | 30 000    |         |
| Tigres UANL       | Monterrey        | Nuevo León       | Estadio Universitario           | 45 000    |         |
| Tijuana           | Tijuana          | Kalifornia Dolna | Estadio Caliente                | 33 333    |         |
| Toluca            | Toluca           | Meksyk           | Estadio Nemesio Díez            | 26 000    |         |

### Trenerzy, kapitanowie, sponsorzy
| Klub              | Trener                 | Trener               | Kapitan              | . | Sponsor techniczny | Sponsor na koszulce   |
| ----------------- | ---------------------- | -------------------- | -------------------- | - | ------------------ | --------------------- |
| Club América      | Carlos Reinoso         | od 25 stycznia 2011  | Vicente Sánchez      | . | Nike               | Bimbo                 |
| Atlante           | Miguel Herrera         | od 23 listopada 2010 | José Daniel Guerrero | . | Garcis             | Cancún                |
| Atlas             | Rubén Omar Romano      | od 2 czerwca 2011    | Néstor Vidrio        | . | Atletica           | Akron                 |
| Cruz Azul         | Enrique Meza           | od 5 czerwca 2009    | Gerardo Torrado      | . | Umbro              | Cemento Cruz Azul     |
| Estudiantes Tecos | José Luis Sánchez Solá | od 14 listopada 2010 | Juan Carlos Leaño    | . | Under Armour       | Isla Navidad          |
| Guadalajara       | José Luis Real         | od 5 listopada 2009  | Héctor Reynoso       | . | Adidas             | Bimbo                 |
| Jaguares          | José Guadalupe Cruz    | od 18 maja 2010      | Christian Valdez     | . | Atletica           | Banco Azteca          |
| Monterrey         | Víctor Manuel Vucetich | od 9 stycznia 2009   | Luis Ernesto Pérez   | . | Nike               | Bimbo                 |
| Morelia           | Tomás Boy              | od 20 lutego 2009    | Federico Vilar       | . | Atletica           | Roshfrans             |
| Pachuca           | Efraín Flores          | od 8 marca 2011      | Leobardo López       | . | Nike               | Gamesa                |
| Puebla            | Sergio Bueno           | od 13 maja 2011      | Gabriel Pereyra      | . | Kappa              | Volkswagen            |
| Pumas UNAM        | Guillermo Vázquez      | od 19 maja 2010      | Francisco Palencia   | . | Puma               | Banamex               |
| Querétaro         | Gustavo Matosas        | od 23 listopada 2010 | Carlos Bueno         | . | Marval             | Libertad              |
| San Luis          | Ignacio Ambríz         | od 10 grudnia 2009   | Jaime Correa         | . | Atletica           | Caja Popular Mexicana |
| Santos Laguna     | Diego Cocca            | od 21 lutego 2011    | Oswaldo Sánchez      | . | Puma               | Soriana               |
| Tigres UANL       | Ricardo Ferretti       | od 19 maja 2010      | Lucas Lobos          | . | Adidas             | Cemex                 |
| Tijuana           | Joaquín del Olmo       | od 13 maja 2010      | Javier Gandolfi      | . | Nike               | Caliente              |
| Toluca            | Héctor Hugo Eugui      | od 17 maja 2011      | Sinha                | . | Under Armour       | Banamex               |

### Zmiany trenerów
| Klub              | Były trener            | Data odejścia       | Powód odejścia    | Nowy trener        | Data zatrudnienia   |
| ----------------- | ---------------------- | ------------------- | ----------------- | ------------------ | ------------------- |
| Przed sezonem     |                        |                     |                   |                    |                     |
| Puebla            | Héctor Hugo Eugui      | 6 maja 2011         | Rezygnacja        | Sergio Bueno       | 13 maja 2011        |
| Toluca            | Sergio Lugo            | 12 maja 2011        | Zwolnienie        | Héctor Hugo Eugui  | 17 maja 2011        |
| Atlas             | Benjamín Galindo       | 23 maja 2011        | Koniec kontraktu  | Rubén Omar Romano  | 2 czerwca 2011      |
| W trakcie sezonu  |                        |                     |                   |                    |                     |
| Estudiantes Tecos | José Luis Sánchez Solá | 8 sierpnia 2011     | Zwolnienie        | Raúl Arias         | 14 sierpnia 2012    |
| Querétaro         | Gustavo Matosas        | 15 sierpnia 2011    | Zwolnienie        | José Cardozo       | 15 sierpnia 2011    |
| Santos Laguna     | Diego Cocca            | 3 września 2011     | Zwolnienie        | Eduardo Rergis     | 3 września 2011     |
| Santos Laguna     | Eduardo Rergis         | 8 września 2011     | Trener tymczasowy | Benjamín Galindo   | 8 września 2011     |
| Atlas             | Rubén Omar Romano      | 12 września 2011    | Zwolnienie        | Juan Carlos Chávez | 18 września 2011    |
| Club América      | Carlos Reinoso         | 17 września 2011    | Rezygnacja        | Alfredo Tena       | 18 września 2011    |
| Tijuana           | Joaquín del Olmo       | 19 września 2011    | Zwolnienie        | Antonio Mohamed    | 19 września 2011    |
| Guadalajara       | José Luis Real         | 3 października 2011 | Zwolnienie        | Fernando Quirarte  | 3 października 2011 |
| Estudiantes Tecos | Raúl Arias             | 1 listopada 2011    | Zwolnienie        | José Luis Salgado  | 1 listopada 2011    |

## Regularny sezon

### Tabela
| Lp | Drużyna           | M  | Z | R | P  | Bramki | Bramki | +/– | Pkt | Uwagi                    | Kwalifikacja                      |
| -- | ----------------- | -- | - | - | -- | ------ | ------ | --- | --- | ------------------------ | --------------------------------- |
| 1  | Guadalajara       | 17 | 8 | 6 | 3  | 24     | 18     | +6  | 30  | Wejście do fazy play-off | Copa Libertadores • Faza grupowa  |
| 2  | Cruz Azul         | 17 | 8 | 5 | 4  | 21     | 14     | +7  | 29  | Wejście do fazy play-off | Copa Libertadores • Faza grupowa  |
| 3  | Tigres UANL       | 17 | 7 | 7 | 3  | 22     | 13     | +9  | 28  | Wejście do fazy play-off | Liga Mistrzów CONCACAF            |
| 3  | Tigres UANL       | 17 | 7 | 7 | 3  | 22     | 13     | +9  | 28  | Wejście do fazy play-off | Copa Libertadores • Runda wstępna |
| 4  | Santos Laguna     | 17 | 8 | 3 | 6  | 29     | 25     | +4  | 27  | Wejście do fazy play-off | Liga Mistrzów CONCACAF            |
| 5  | Jaguares          | 17 | 7 | 5 | 5  | 28     | 23     | +5  | 26  | Wejście do fazy play-off |                                   |
| 6  | Pachuca           | 17 | 7 | 5 | 5  | 28     | 25     | +3  | 26  | Wejście do fazy play-off |                                   |
| 7  | Morelia           | 17 | 7 | 5 | 5  | 25     | 22     | +3  | 26  | Wejście do fazy play-off |                                   |
| 8  | Querétaro         | 17 | 8 | 2 | 7  | 24     | 21     | +3  | 26  | Wejście do fazy play-off |                                   |
| 9  | Pumas UNAM        | 17 | 7 | 4 | 6  | 19     | 25     | –6  | 25  |                          |                                   |
| 10 | San Luis          | 17 | 6 | 6 | 5  | 23     | 20     | +3  | 24  |                          |                                   |
| 11 | Monterrey         | 17 | 7 | 3 | 7  | 27     | 26     | +1  | 24  |                          |                                   |
| 12 | Puebla            | 17 | 6 | 4 | 7  | 26     | 29     | –3  | 22  |                          |                                   |
| 13 | Toluca            | 17 | 4 | 8 | 5  | 19     | 27     | –8  | 20  |                          |                                   |
| 14 | Atlante           | 17 | 5 | 4 | 8  | 24     | 28     | –4  | 19  |                          |                                   |
| 15 | Tijuana           | 17 | 3 | 9 | 5  | 21     | 23     | –2  | 18  |                          |                                   |
| 16 | Estudiantes Tecos | 17 | 6 | 0 | 11 | 24     | 30     | –6  | 18  |                          |                                   |
| 17 | Club América      | 17 | 3 | 6 | 8  | 26     | 31     | –5  | 15  |                          |                                   |
| 18 | Atlas             | 17 | 2 | 6 | 9  | 20     | 30     | –10 | 12  |                          |                                   |

Źródło: MedioTiempo (hiszp.)
Zasady ustalania kolejności: 1. liczba zdobytych punktów w całym cyklu rozgrywek; 2. różnica bramek w całym cyklu rozgrywek; 3. liczba zdobytych bramek w całym cyklu rozgrywek; 4. liczba punktów zdobyta w meczach bezpośrednich; 5. liczba zdobytych bramek w meczach wyjazdowych w całym cyklu rozgrywek; 6. wyższe miejsce w tabeli spadkowej; 7. wyższe miejsce w klasyfikacji Fair Play.

### Miejsca po danych kolejkach
| Drużyna/ Kolejka  | 1           | 2  | 3   | 4    | 5    | 6    | 7    | 8   | 9   | 10  | 11  | 12  | 13 | 14  | 15  | 16  | 17 |   |
| ----------------- | ----------- | -- | --- | ---- | ---- | ---- | ---- | --- | --- | --- | --- | --- | -- | --- | --- | --- | -- | - |
| Drużyna/ Kolejka  | Guadalajara | 3  | 3   | 4*   | 3*   | 2*   | 1*   | 3*  | 1   | 3   | 3   | 5   | 7  | 3   | 1   | 1   | 1  | 1 |
| Cruz Azul         | 9           | 6  | 7   | 4    | 4    | 3    | 1    | 3   | 2   | 2   | 4   | 2   | 2  | 5   | 4   | 3   | 2  |   |
| Tigres UANL       | 10          | 11 | 11  | 7    | 6    | 4    | 2    | 2   | 4   | 4   | 3   | 1   | 4  | 4   | 6   | 4   | 3  |   |
| Santos Laguna     | 2           | 1  | 2*  | 5*   | 5*   | 10** | 14** | 15* | 12* | 7*  | 6*  | 3*  | 1* | 2*  | 2*  | 6*  | 4  |   |
| Jaguares          | 18          | 18 | 18* | 18*  | 16*  | 12*  | 13*  | 4   | 1   | 1   | 2   | 6   | 5  | 3   | 5   | 2   | 5  |   |
| Pachuca           | 17          | 13 | 8   | 10   | 7    | 11   | 6    | 12  | 9   | 9   | 8   | 4   | 6  | 6   | 7   | 5   | 6  |   |
| Morelia           | 5           | 9  | 12* | 17*  | 17*  | 17** | 17** | 10* | 7*  | 12* | 15* | 14* | 9* | 12* | 12* | 12* | 7  |   |
| Querétaro         | 11          | 12 | 16  | 11   | 8    | 13   | 12   | 6   | 13  | 8   | 7   | 9   | 11 | 8   | 9   | 8   | 8  |   |
| Pumas UNAM        | 4           | 4  | 1   | 1    | 1    | 2    | 5    | 8   | 5   | 5   | 1   | 5   | 7  | 7   | 3   | 7   | 9  |   |
| San Luis          | 16          | 10 | 15* | 14** | 10** | 14** | 8**  | 9*  | 14  | 15  | 10  | 10  | 10 | 14  | 10  | 11  | 10 |   |
| Monterrey         | 1           | 2  | 3   | 2    | 3    | 5    | 4    | 5   | 6   | 11  | 13  | 8   | 8  | 10  | 8   | 10  | 11 |   |
| Puebla            | 8           | 8  | 9   | 12   | 13   | 9    | 10   | 11  | 8   | 13  | 14  | 15  | 13 | 15  | 13  | 9   | 12 |   |
| Toluca            | 6           | 5  | 5   | 6    | 11   | 7    | 7    | 7   | 15  | 10  | 12  | 12  | 14 | 9   | 11  | 13  | 13 |   |
| Atlante           | 15          | 18 | 13  | 15   | 18   | 18   | 15   | 14  | 11  | 6   | 11  | 11  | 12 | 13  | 15  | 14  | 14 |   |
| Tijuana           | 13          | 16 | 17* | 13*  | 14*  | 15*  | 16*  | 17  | 17  | 17  | 17  | 17  | 17 | 17  | 16  | 16  | 15 |   |
| Estudiantes Tecos | 12          | 14 | 14  | 16   | 9    | 6    | 9    | 13  | 10  | 14  | 9   | 13  | 15 | 11  | 14  | 15  | 16 |   |
| Club América      | 7           | 7  | 6   | 9*   | 12*  | 8*   | 11*  | 16* | 16  | 16  | 16  | 16  | 16 | 17  | 17  | 17  | 17 |   |
| Atlas             | 14          | 15 | 10  | 8    | 15   | 16   | 18   | 18  | 18  | 18  | 18  | 18  | 18 | 18  | 18  | 18  | 18 |   |

Objaśnienia:
- * – z jednym zaległym spotkaniem
- ** – z dwoma zaległymi spotkaniami

### Wyniki
| - 1. kolejka: 22–24 lipca 2011 - 2. kolejka: 30–31 lipca 2011 - 3. kolejka: 3 sierpnia 2011 - 4. kolejka: 6–7 sierpnia 2011 - 5. kolejka: 12–14 sierpnia 2011 - 6. kolejka: 19–21 sierpnia 2011 - 7. kolejka: 26–28 sierpnia 2011 - 8. kolejka: 9–11 września 2011 - 9. kolejka: 17–18 września 2011 | - 10. kolejka: 24–25 września 2011 - 11. kolejka: 30 września – 2 października 2011 - 12. kolejka: 7–9 października 2011 - 13. kolejka: 14–16 października 2011 - 14. kolejka: 22–23 października 2011 - 15. kolejka: 25–26 października 2011 - 16. kolejka: 29–30 października 2011 - 17. kolejka: 4–6 listopada 2011 | Zaległe spotkania: - 3. kolejka: 3–4 września 2011 - 4. kolejka: 14 września 2011 - 6. kolejka: 1 listopada 2011 |

| Gospodarz / Gość¹ | AME | ATL | ATS | CAZ | EST | GUA | JAG | MTY | MOR | PAC | PUE | PUM | QRO | SNL | SAN | TIG | TIJ | TOL |
| Club América      |     | 0:1 | 5:2 |     | 1:2 | 1:3 |     |     | 1:1 |     | 2:3 |     | 2:1 | 2:2 |     |     | 1:1 |     |
| Atlante           |     |     |     |     | 2:1 | 0:2 |     |     |     | 0:1 | 5:1 |     | 1:3 | 1:1 |     | 1:0 | 1:1 |     |
| Atlas             |     | 2:3 |     |     | 0:2 | 1:1 |     |     | 1:1 |     | 0:1 |     | 3:0 | 1:1 |     | 0:1 | 2:2 |     |
| Cruz Azul         | 3:1 | 2:1 | 2:1 |     |     | 1:1 |     |     | 0:1 |     | 2:0 |     |     |     |     |     | 2:1 | 0:0 |
| Estudiantes Tecos |     |     |     | 0:2 |     |     | 0:2 | 2:3 |     | 2:1 |     | 1:2 |     |     | 5:2 | 0:1 |     | 1:2 |
| Guadalajara       |     |     |     |     | 5:2 |     | 2:1 | 2:1 |     | 2:2 | 1:4 | 0:0 | 0:1 |     |     | 1:0 |     |     |
| Jaguares          | 5:3 | 1:1 | 1:1 | 1:1 |     |     |     | 1:4 |     |     |     | 4:0 |     | 3:1 | 3:2 |     |     | 1:1 |
| Monterrey         | 0:3 | 3:2 | 2:0 | 1:2 |     |     |     |     | 2:0 |     |     |     |     |     | 2:0 |     | 4:2 | 0:0 |
| Morelia           |     |     |     |     | 0:2 | 1:2 | 1:0 |     |     | 2:2 | 0:0 | 0:1 | 4:2 |     |     | 2:0 |     |     |
| Pachuca           | 2:0 |     | 4:2 | 1:0 |     |     | 1:0 | 4:0 |     |     |     | 0:0 |     | 1:1 | 1:4 |     |     | 3:0 |
| Puebla            |     |     |     |     | 2:1 |     | 1:2 |     | 3:3 | 2:2 |     | 2:1 | 1:0 |     | 1:2 | 0:1 |     |     |
| Pumas UNAM        | 1:0 | 1:0 | 1:4 | 1:2 |     |     |     | 2:1 |     |     |     |     |     | 2:0 | 1:1 |     | 1:1 | 4:1 |
| Querétaro         |     |     |     | 1:0 | 3:0 |     | 1:2 | 2:1 |     | 2:1 |     | 4:0 |     |     | 1:3 | 0:0 |     |     |
| San Luis          |     |     |     | 1:1 | 2:1 | 2:0 |     | 1:0 | 2:3 |     | 2:1 |     | 2:1 |     | 0:1 |     |     | 5:1 |
| Santos Laguna     | 1:1 | 3:0 | 3:0 | 1:0 |     | 1:1 |     |     | 0:2 |     |     |     |     |     |     |     | 1:3 | 3:2 |
| Tigres UANL       | 2:2 |     |     | 1:1 |     |     | 1:1 | 0:0 |     | 5:0 |     | 4:1 |     | 1:0 | 2:1 |     |     | 2:2 |
| Tijuana           |     |     |     |     | 0:2 | 0:1 | 2:0 |     | 1:2 | 3:2 | 1:1 |     | 1:1 |     |     | 1:1 |     |     |
| Toluca            | 1:1 | 2:1 | 0:0 |     |     | 0:0 |     |     | 2:1 |     | 4:3 |     |     |     |     |     | 1:1 |     |

Objaśnienia:
¹ Drużyna gospodarzy jest wymieniona po lewej stronie tabeli.
Kolory: niebieski – zwycięstwo gospodarzy, żółty – remis, różowy – zwycięstwo gości

## Faza play-off

### Drabinka
|  | Ćwierćfinały | Ćwierćfinały  | Ćwierćfinały | Ćwierćfinały  | Ćwierćfinały |   |   | Półfinały     | Półfinały | Półfinały | Półfinały | Półfinały |  |  | Finał | Finał       | Finał | Finał | Finał |
|  |              |               |              |               |              |   |   |               |           |           |           |           |  |  |       |             |       |       |       |
|  | 3            | Tigres UANL   | 1            | 3             | 4            |   |   |               |           |           |           |           |  |  |       |             |       |       |       |
|  | 6            | Pachuca       | 0            | 0             | 0            |   |   |               |           |           |           |           |  |  |       |             |       |       |       |
|  | 6            | Pachuca       | 0            | 0             | 0            |   |   | Tigres UANL   | 0         | 1         | 1         |           |  |  |       |             |       |       |       |
|  |              |               |              |               |              |   |   | Tigres UANL   | 0         | 1         | 1         |           |  |  |       |             |       |       |       |
|  |              |               | Querétaro    | 0             | 0            | 0 |   |               |           |           |           |           |  |  |       |             |       |       |       |
|  | 1            | Guadalajara   | Querétaro    | 0             | 0            | 0 | 1 | 0             | 1         |           |           |           |  |  |       |             |       |       |       |
|  | 1            | Guadalajara   |              |               |              |   | 1 | 0             | 1         |           |           |           |  |  |       |             |       |       |       |
|  | 8            | Querétaro     | 2            | 0             | 2            |   |   |               |           |           |           |           |  |  |       |             |       |       |       |
|  |              |               |              |               |              |   |   |               |           |           |           |           |  |  |       | Tigres UANL | 1     | 3     | 4     |
|  |              |               |              | Santos Laguna | 0            | 1 | 1 |               |           |           |           |           |  |  |       |             |       |       |       |
|  | 4            | Santos Laguna | 2            | 2             | 4            |   |   |               |           |           |           |           |  |  |       |             |       |       |       |
|  | 5            | Jaguares      | 2            | 1             | 3            |   |   |               |           |           |           |           |  |  |       |             |       |       |       |
|  | 5            | Jaguares      | 2            | 1             | 3            |   |   | Santos Laguna | 1         | 3         | 4         |           |  |  |       |             |       |       |       |
|  |              |               |              |               |              |   |   | Santos Laguna | 1         | 3         | 4         |           |  |  |       |             |       |       |       |
|  |              |               | Morelia      | 2             | 2            | 4 |   |               |           |           |           |           |  |  |       |             |       |       |       |
|  | 2            | Cruz Azul     | Morelia      | 2             | 2            | 4 | 1 | 1             | 2         |           |           |           |  |  |       |             |       |       |       |
|  | 2            | Cruz Azul     |              |               |              |   | 1 | 1             | 2         |           |           |           |  |  |       |             |       |       |       |
|  | 7            | Morelia       | 2            | 2             | 4            |   |   |               |           |           |           |           |  |  |       |             |       |       |       |

### Ćwierćfinały
| 20 listopada 2011 | Pachuca                                                | 0:1   | Tigres UANL  |                                                                                      |
| 18:05             |                                                        | (0:1) | 26' Mancilla | Estadio Hidalgo Pachuca, Hidalgo Widzów: 30 000 Sędzia: Paul Enrique Delgadillo Haro |
| 18:05             | Cervantes 28' · Castillo 57' · López 69' · Chitiva 89' | (0:1) | 62' Salcido  | Estadio Hidalgo Pachuca, Hidalgo Widzów: 30 000 Sędzia: Paul Enrique Delgadillo Haro |

| 27 listopada 2011 | Tigres UANL                            | 3:0   | Pachuca |                                                                                                 |
| 19:00             | Viniegra 11' · Lobos 25' · Álvarez 35' | (3:0) |         | Estadio Universitario San Nicolás, Nuevo León Widzów: 43 000 Sędzia: Francisco Chacón Gutiérrez |
| 19:00             | 28', 60' Herrera · 69' Muñoz Mustafá   | (3:0) |         | Estadio Universitario San Nicolás, Nuevo León Widzów: 43 000 Sędzia: Francisco Chacón Gutiérrez |

| 19 listopada 2011 | Querétaro                                     | 2:1   | Guadalajara              |                                                                                           |
| 17:00             | Bueno 9', 69'                                 | (1:0) | 90+2' Enríquez           | Estadio Corregidora Querétaro, Querétaro Widzów: 40 000 Sędzia: Fernando Guerrero Ramírez |
| 17:00             | Bautista 48' · Rico 58' · López Mondragón 68' | (1:0) | 19' Sánchez · 56' Torres | Estadio Corregidora Querétaro, Querétaro Widzów: 40 000 Sędzia: Fernando Guerrero Ramírez |

| 26 listopada 2011 | Guadalajara              | 0:0   | Querétaro                                                    |                                                                                         |
| 19:00             |                          | (0:0) |                                                              | Estadio Omnilife Zapopan, Jalisco Widzów: 41 000 Sędzia: Mauricio Rafael Morales Ovalle |
| 19:00             | Reynoso 20' · Fabián 44' | (0:0) | 2' Ponce · 20' López · 38' Martínez · 52' Rico · 83' Sánchez | Estadio Omnilife Zapopan, Jalisco Widzów: 41 000 Sędzia: Mauricio Rafael Morales Ovalle |

| 20 listopada 2011 | Jaguares                     | 2:2   | Santos Laguna                                         | |
| 16:00             | Martínez 83' · Arizala 90+2' | (0:2) | 4' Baloy · 32' Peralta                                | Estadio Víctor Manuel Reyna Tuxtla Gutiérrez, Chiapas Widzów: 18 000 Sędzia: Ricardo Arellano Nieves |
| 16:00             | Razo 30'                     | (0:2) | 18' Rodríguez · 61' Suárez · 71' Cárdenas · 84' Mares | Estadio Víctor Manuel Reyna Tuxtla Gutiérrez, Chiapas Widzów: 18 000 Sędzia: Ricardo Arellano Nieves |

| 27 listopada 2011 | Santos Laguna                         | 2:1   | Jaguares      |                                                                               |
| 17:00             | Quintero 41' · Ludueña 73'            | (1:0) | 66' Martínez  | Estadio Corona Torreón, Coahuila Widzów: 24 000 Sędzia: Roberto García Orozco |
| 17:00             | Peralta 23' · Mares 31' · Sánchez 90' | (1:0) | 85' Rodríguez | Estadio Corona Torreón, Coahuila Widzów: 24 000 Sędzia: Roberto García Orozco |

| 19 listopada 2011 | Morelia                              | 2:1   | Cruz Azul                                                      |                                                                              |
| 19:00             | Márquez Lugo 77', 85'                | (0:1) | 32' Orozco                                                     | Estadio Morelos Morelia, Michoacán Widzów: 38 000 Sędzia: Erim Ramírez Ulloa |
| 19:00             | Gastelum 22' · Lozano 82' · Lugo 87' | (0:1) | 53' Corona · 69' Pinto · 71' Castro · 78' Aquino · 81' Torrado | Estadio Morelos Morelia, Michoacán Widzów: 38 000 Sędzia: Erim Ramírez Ulloa |

| 26 listopada 2011 | Cruz Azul                      | 1:2   | Morelia                                                           |                                                                                                |
| 17:00             | Vela 65'                       | (1:2) | 16' Sabah · 20' Lugo                                              | Estadio Azul m. Meksyk, Distrito Federal Widzów: 25 000 Sędzia: Marco Antonio Rodríguez Moreno |
| 17:00             | Torrado 40', 71' · Giménez 89' | (1:2) | 1' Huiqui · 23' Sabah · 23' Lozano · 64' Aldrete · 90+2' Gastelum | Estadio Azul m. Meksyk, Distrito Federal Widzów: 25 000 Sędzia: Marco Antonio Rodríguez Moreno |

### Półfinały
| 1 grudnia 2011 | Querétaro                                     | 0:0   | Tigres UANL                                  |                                                                                       |
| 19:00          |                                               | (0:0) |                                              | Estadio Corregidora Querétaro, Querétaro Widzów: 39 000 Sędzia: Roberto García Orozco |
| 19:00          | Jiménez 23' · Bueno 34' · López Mondragón 71' | (0:0) | 45' Jiménez · 50' Torres Nilo · 54' Mancilla | Estadio Corregidora Querétaro, Querétaro Widzów: 39 000 Sędzia: Roberto García Orozco |

| 4 grudnia 2011 | Tigres UANL                | 1:0   | Querétaro                                                            |                                                                                                 |
| 18:00          | López Mondragón 44' (sam.) | (1:0) |                                                                      | Estadio Universitario San Nicolás, Nuevo León Widzów: 41 000 Sędzia: Francisco Chacón Gutiérrez |
| 18:00          | Mancilla 36' · Lobos 41'   | (1:0) | 10' Ruiz · 42' Jiménez · 77' García Arias · 83' Rico · 90+3' Vázquez | Estadio Universitario San Nicolás, Nuevo León Widzów: 41 000 Sędzia: Francisco Chacón Gutiérrez |

| 30 listopada 2011 | Morelia               | 2:1   | Santos Laguna                  |                                                                                        |
| 20:30             | Lozano 13' · Lugo 25' | (2:0) | 83' Peralta                    | Estadio Morelos Morelia, Michoacán Widzów: 37 000 Sędzia: Paul Enrique Delgadillo Haro |
| 20:30             | Gastelum 50'          | (2:0) | 57', 87' Mares · 60' Rodríguez | Estadio Morelos Morelia, Michoacán Widzów: 37 000 Sędzia: Paul Enrique Delgadillo Haro |

| 3 grudnia 2011 | Santos Laguna                                      | 3:2   | Morelia                                                              |                                                                                        |
| 19:00          | Rodríguez 34' (k.) · Suárez 52', 64'               | (1:0) | 74', 86' Sepúlveda                                                   | Estadio Corona Torreón, Coahuila Widzów: 28 000 Sędzia: Marco Antonio Rodríguez Moreno |
| 19:00          | Baloy 40' · Hoyos 57' · Salinas 57' · Figueroa 76' | (1:0) | 14' Gastelum · 32' Huiqui · 37' Vilar · 66' Sandoval · 90+1' Ramírez | Estadio Corona Torreón, Coahuila Widzów: 28 000 Sędzia: Marco Antonio Rodríguez Moreno |

### Finał
| 8 grudnia 2011 | Santos Laguna                                                       | 0:1   | Tigres UANL |                                                                                      |
| 20:30          |                                                                     | (0:1) | 7' Álvarez  | Estadio Corona Torreón, Coahuila Widzów: 30 000 Sędzia: Paul Enrique Delgadillo Haro |
| 20:30          | Sánchez 23' · Rodríguez 23' · Estrada 28' · Morales 58' · Baloy 81' | (0:1) |             | Estadio Corona Torreón, Coahuila Widzów: 30 000 Sędzia: Paul Enrique Delgadillo Haro |

| 11 grudnia 2011 | Tigres UANL                                                              | 3:1   | Santos Laguna                                                      | |
| 18:00           | Mancilla 51' · Danilinho 63' · Pulido 87'                                | (0:1) | 30' Peralta                                                        | Estadio Universitario San Nicolás, Nuevo León Widzów: 43 000 Sędzia: Marco Antonio Rodríguez Moreno |
| 18:00           | Torres Nilo 36' · Lobos 38' · Mancilla 56' · Danilinho 63' · Jiménez 68' | (0:1) | 12' Sánchez · 19' Salinas · 56' Morales · 68' Baloy · 69' Quintero | Estadio Universitario San Nicolás, Nuevo León Widzów: 43 000 Sędzia: Marco Antonio Rodríguez Moreno |

 

MISTRZ MEKSYKU – APERTURA 2011

TIGRES UANL
 3. TYTUŁ MISTRZOWSKI
Skład mistrza:
- Bramkarze: Enrique Palos (23/–14)
- Obrońcy: Israel Jiménez (23/2), Hugo Ayala (23/0), Jorge Torres Nilo (21/0), Juninho (18/1), Carlos Salcido (16/0), José Arturo Rivas (10/0), Eder Borelli (1/0)
- Pomocnicy: Lucas Lobos (22/6, kapitan), Damián Álvarez (20/3), Manuel Viniegra (20/0), Alberto Acosta (10/1), David Toledo (10/0), Edgar Pacheco (8/0), Jesús Dueñas (7/1), Fernando Navarro (5/0), Francisco Acuña (4/0), Lampros Kontogiannis (2/0)
- Napastnicy: Héctor Mancilla (23/9), Danilinho (23/2), Alan Pulido (15/1), Emmanuel Cerda (5/0)
- Trener: Ricardo Ferretti

Uwaga

## Statystyki
| Lp | Zawodnik          | Klub              | Gole |
| -- | ----------------- | ----------------- | ---- |
| 1  | Iván Alonso       | Toluca            | 11   |
| 2  | Oribe Peralta     | Santos Laguna     | 10   |
| 2  | Carlos Bueno      | Querétaro         | 10   |
| 4  | Jackson Martínez  | Jaguares          | 8    |
| 4  | Enrique Esqueda   | Pachuca           | 8    |
| 4  | Christian Benítez | Club América      | 8    |
| 4  | Marco Fabián      | Guadalajara       | 8    |
| 8  | Alfredo Moreno    | San Luis          | 7    |
| 8  | Hérculez Gómez    | Estudiantes Tecos | 7    |
| 8  | Luis Gabriel Rey  | Jaguares          | 7    |
| 8  | Luis García       | Puebla            | 7    |
| 8  | Héctor Mancilla   | Tigres UANL       | 7    |
| 8  | Miguel Sabah      | Morelia           | 7    |

| Lp | Zawodnik               | Klub          | Asysty |
| -- | ---------------------- | ------------- | ------ |
| 1  | Javier Aquino          | Cruz Azul     | 7      |
| 1  | Danilinho              | Tigres UANL   | 7      |
| 3  | Mauro Cejas            | Pachuca       | 6      |
| 3  | Alberto Medina         | Guadalajara   | 6      |
| 3  | Edgar Andrade          | Jaguares      | 6      |
| 6  | Luis Alonso Sandoval   | Morelia       | 5      |
| 6  | Oribe Peralta          | Santos Laguna | 5      |
| 6  | Christian Suárez       | Santos Laguna | 5      |
| 6  | Carlos Darwin Quintero | Santos Laguna | 5      |
| 6  | Lucas Lobos            | Tigres UANL   | 5      |
| 6  | Neri Cardozo           | Monterrey     | 5      |

Źródło: MedioTiempo (hiszp.)

Uwaga

### Hat-tricki
| Lp | Zawodnik (klub)                  | Spotkanie                       | Wynik | Gole            | Kolejka | Data                 |
| -- | -------------------------------- | ------------------------------- | ----- | --------------- | ------- | -------------------- |
| 1. | Oribe Peralta (Santos Laguna)    | Pachuca – Santos Laguna         | 1:4   | Gol · Gol · Gol | 1.      | 23 lipca 2011        |
| 2. | Christian Benítez (Club América) | Club América – Atlas            | 5:2   | Gol · Gol · Gol | 6.      | 21 sierpnia 2011     |
| 3. | Carlos Bueno (Querétaro)         | Querétaro – Pumas UNAM          | 4:0   | Gol · Gol · Gol | 8.      | 10 września 2011     |
| 4. | Héctor Mancilla (Tigres UANL)    | Tigres UANL – Pachuca           | 5:0   | Gol · Gol · Gol | 8.      | 10 września 2011     |
| 5. | Miguel Sabah (Morelia)           | Morelia – Querétaro             | 4:2   | Gol · Gol · Gol | 9.      | 18 września 2011     |
| 6. | Marco Fabián (Guadalajara)       | Guadalajara – Estudiantes Tecos | 5:2   | Gol · Gol · Gol | 13.     | 15 października 2011 |
| 7. | Iván Alonso (Toluca)             | Toluca – Puebla                 | 4:3   | Gol · Gol · Gol | 14.     | 23 października 2011 |

## Nagrody
Nagrody za sezon Apertura 2011 przyznał Meksykański Związek Piłki Nożnej na zorganizowanej 16 stycznia 2012 w Plaza Condesa w stołecznym mieście Meksyk gali, w ramach plebiscytu "Balón de Oro" ("Złota Piłka"). Najlepszym piłkarzem sezonu wybrano Argentyńczyka Lucasa Lobosa, pomocnika Tigres UANL. Oprócz poniższych wyróżnień indywidualnych uhonorowano również wówczas drużynę mistrza Meksyku (Tigres UANL), lidera regularnego sezonu (Chivas de Guadalajara), lidera klasyfikacji Fair Play (Tigres UANL), najlepszego strzelca sezonu (Iván Alonso) oraz mistrzów Meksyku w kategoriach U-15 (CF Pachuca), U-17 (Chivas de Guadalajara) i U-20 (Club América). Nagrodę specjalną przyznano byłemu sędziemu Arturo Yamasakiemu.
| Nagrody indywidualne                       | Nagrody indywidualne                 |
| ------------------------------------------ | ------------------------------------ |
| Piłkarz sezonu:                            | Lucas Lobos (Tigres UANL)            |
| Bramkarz sezonu:                           | Enrique Palos (Tigres UANL)          |
| Środkowy obrońca sezonu:                   | Hugo Ayala (Tigres UANL)             |
| Boczny obrońca sezonu:                     | Jorge Torres Nilo (Tigres UANL)      |
| Defensywny pomocnik sezonu:                | Juan Pablo Rodríguez (Santos Laguna) |
| Ofensywny pomocnik sezonu:                 | Lucas Lobos (Tigres UANL)            |
| Napastnik sezonu:                          | Oribe Peralta (Santos Laguna)        |
| Odkrycie sezonu:                           | Joe Corona (Tijuana)                 |
| Trener sezonu:                             | Ricardo Ferretti (Tigres UANL)       |
| Najlepszy trener przygotowania fizycznego: | Guillermo Orta (Tigres UANL)         |
| Najlepszy sędzia:                          | Roberto García Orozco                |
| Najlepszy sędzia liniowy:                  | Juan Joel Rangel Maya                |